# Golofa cochlearis
Golofa cochlearis är en skalbaggsart som beskrevs av Ohaus 1910. Golofa cochlearis ingår i släktet Golofa och familjen Dynastidae. Inga underarter finns listade i Catalogue of Life.